# 林勇介
林 勇介（はやし ゆうすけ、1990年1月23日 - ）は、岩手県盛岡市出身の元サッカー選手。現役時代のポジションはミッドフィールダー。

## 来歴
岩手県立盛岡商業高等学校では1年生でレギュラーに定着し、2年の2006年には全国高校サッカー選手権で優勝し、優秀選手に選ばれている。翌2007年には日本高校選抜に選ばれ、全国高校サッカー選手権の岩手県大会決勝でも自らゴールを決めたが、遠野高校にPK戦の末敗れた。
2008年より浦和レッズに入団。この年は公式戦の出場、ベンチ入りは無かった。
左サイドの攻撃的なポジションでのプレーを得意とするが、浦和在籍時にはボランチや左サイドバックとしてテストされたこともある。
2009年3月7日、開幕戦の対鹿島戦で初の公式戦ベンチ入り。5月23日、対大宮戦で公式戦デビューを果たした。そのほかナビスコカップ1試合に出場するもこの年の公式戦出場は2試合に留まった。
2010年は同ポジションで同じくレフティーの柏木陽介や攻撃的な左サイドをこなすサヌ、宇賀神友弥の加入もあってベンチ入りも難しい状況だったが、シーズン終盤にはベンチ入りを重ねリーグ戦1試合に出場した。
2011年シーズンからザスパ草津へ完全移籍することが発表された。2012年シーズンも草津と契約に合意したが、同年11月6日、契約満了となり来季の契約を結ばないと発表され退団した。
2013年、地元グルージャ盛岡に完全移籍。リーグ戦は出場機会が少なかったが全国地域サッカーリーグ決勝大会では全試合に出場、大会優勝に貢献しチームのJ3昇格の原動力となった。
2018年1月、現役引退が発表された。
その後現役復帰し、盛岡ゼブラに加入した。

## 人物
- 在日韓国人三世であり、2008年に日本国籍を取得している[5]。
- 地元、岩手県ではテレビCMにも出演。
- 高校時代はミッドフィールダー登録だったが、レッズ入団初年度はフォワードとして登録された[6]。2年目以降にはミッドフィールダーとして登録されている。

## 所属クラブ
ユース経歴
- 盛岡市青山サッカー少年団
- 2002年 - 2004年 盛岡市立厨川中学校
- 2005年 - 2007年 岩手県立盛岡商業高等学校

プロ経歴
- 2008年 - 2010年 浦和レッドダイヤモンズ
- 2011年 - 2012年 ザスパ草津
- 2013年 - 2017年 グルージャ盛岡
- 2020年 - 2023年 盛岡ゼブラ

## 個人成績
| 国内大会個人成績 | 国内大会個人成績 | 国内大会個人成績 | 国内大会個人成績 | 国内大会個人成績 | 国内大会個人成績 | 国内大会個人成績 | 国内大会個人成績 | 国内大会個人成績 | 国内大会個人成績 | 国内大会個人成績 | 国内大会個人成績 |
| 年度             | クラブ           | 背番号           | リーグ           | リーグ戦         | リーグ戦         | リーグ杯         | リーグ杯         | オープン杯       | オープン杯       | 期間通算         | 期間通算         |
| 年度             | クラブ           | 背番号           | リーグ           | 出場             | 得点             | 出場             | 得点             | 出場             | 得点             | 出場             | 得点             |
| 日本             | 日本             | 日本             | 日本             | リーグ戦         | リーグ戦         | リーグ杯         | リーグ杯         | 天皇杯           | 天皇杯           | 期間通算         | 期間通算         |
| ---------------- | ---------------- | ---------------- | ---------------- | ---------------- | ---------------- | ---------------- | ---------------- | ---------------- | ---------------- | ---------------- | ---------------- |
| 2008             | 浦和             | 32               | J1               | 0                | 0                | 0                | 0                | 0                | 0                | 0                | 0                |
| 2009             | 浦和             | 32               | J1               | 1                | 0                | 1                | 0                | 0                | 0                | 2                | 0                |
| 2010             | 浦和             | 32               | J1               | 1                | 0                | 1                | 0                | 2                | 0                | 4                | 0                |
| 2011             | 草津             | 16               | J2               | 8                | 0                | -                | -                | 0                | 0                | 8                | 0                |
| 2012             | 草津             | 7                | J2               | 27               | 0                | -                | -                | 1                | 1                | 28               | 1                |
| 2013             | 盛岡             | 32               | 東北1部          | 7                | 1                | -                | -                | 0                | 0                | 7                | 1                |
| 2014             | 盛岡             | 14               | J3               | 19               | 1                | -                | -                | 1                | 0                | 20               | 1                |
| 2015             | 盛岡             | 14               | J3               | 22               | 5                | -                | -                | 1                | 0                | 23               | 5                |
| 2016             | 盛岡             | 14               | J3               | 22               | 0                | -                | -                | 1                | 0                | 23               | 0                |
| 2017             | 盛岡             | 14               | J3               | 23               | 0                | -                | -                | 2                | 1                | 25               | 1                |
| 通算             | 日本             | 日本             | J1               | 2                | 0                | 2                | 0                | 2                | 0                | 6                | 0                |
| 通算             | 日本             | 日本             | J2               | 35               | 0                | -                | -                | 1                | 1                | 36               | 1                |
| 通算             | 日本             | 日本             | J3               | 86               | 6                | -                | -                | 5                | 1                | 91               | 7                |
| 通算             | 日本             | 日本             | 東北1部          | 7                | 1                | -                | -                | 0                | 0                | 7                | 1                |
| 総通算           | 総通算           | 総通算           | 総通算           | 130              | 7                | 2                | 0                | 8                | 2                | 140              | 9                |

- Jリーグ初出場 - 2009年5月24日 J1第13節 大宮アルディージャ戦（埼玉スタジアム2002）
- Jリーグ初得点 - 2014年11月23日 J3第33節 ガイナーレ鳥取戦（盛岡南公園球技場）
- 公式戦初得点 - 2012年9月9日 第92回天皇杯2回戦 vs ガイナーレ鳥取戦 (とりぎんバードスタジアム)